# Potônske Lúky

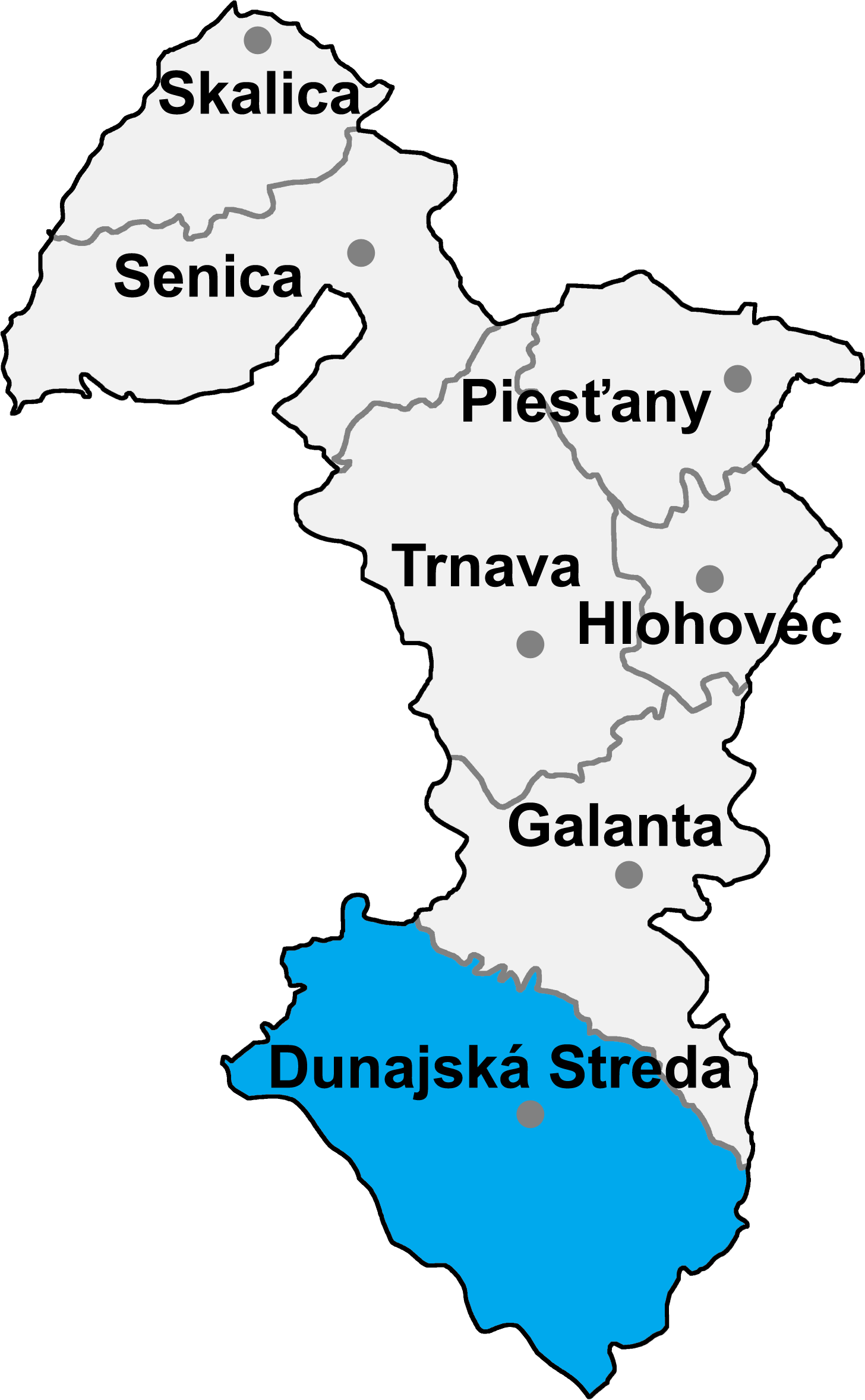
Localização de Dunajská Streda (distrito) na Trnava (região)

O Distrito eslovaco de Potônske Lúky é um dos 64 municípios que formam a Distrito de Dunajská Streda, situada em Região de Trnava, Eslováquia.

## Demografia
| Ano:        | 1994 | 2004 | 2014    | 2024   |
| ----------- | ---- | ---- | ------- | ------ |
| Broj ljudi: | 0    | 231  | 282     | 285    |
| Razlika:    |      | –    | +22,07% | +1,06% |

| Ano:               | 2023 | 2024   |
| ------------------ | ---- | ------ |
| Número de pessoas: | 286  | 285    |
| Diferença:         |      | -0,34% |